# Coordinate di Eddington-Finkelstein
Nella Relatività generale, le coordinate di Eddington-Finkelstein sono una coppia di sistemi di coordinate utilizzate per descrivere le geodetiche nulle radiali in uno spazio-tempo di Schwarzschild, ossia attorno a un buco nero perfettamente sferico. Le geodetiche nulle altro non sono che le linee di universo, ossia le traiettorie nello spazio-tempo, percorse dalla luce; quelle radiali sono quelle che si percorrono muovendosi direttamente da o verso la massa centrale. Prendono il nome da Arthur Stanley Eddington che accenna a tale sistema in un articolo del 1924 e da David Finkelstein che lo sviluppa in un articolo del 1958.
La caratteristica notevole di tali coordinate deriva dal fatto che quelle introdotte da Schwarzschild nel 1916 presentano due singolarità matematiche: la prima al centro del sistema stesso, che rappresenta il buco nero, e la seconda su una sfera che circonda il buco e che coincide con l'orizzonte degli eventi. Invece con le coordinate di Eddington-Finkelstein la seconda singolarità viene eliminata, dimostrando che non si tratta di una vera singolarità fisica, ma solo di un artefatto dovuto al sistema scelto, per cui un osservatore che attraversi l'orizzonte degli eventi in linea di principio non dovrebbe notare nulla.
Comunque nel breve articolo del 1924 Eddington non sembra notare questa proprietà.

## Derivazione

Soluzione di Schwarzschild in coordinate di Schwarzschild, con due dimensioni spaziali soppresse, lasciando solo il tempo t e la distanza dal centro r.
In le geodetiche nulle entranti:
In le geodetiche nulle uscenti:
In i coni luce sui cui bordi si muove la luce, mentre all'interno si muovono gli oggetti materiali

Si parte dalla metrica di Schwarzschild, basata su un sistema di coordinate sferiche:
{\displaystyle ds^{2}=\left(1-{\frac {2GM}{r}}\right)\,dt^{2}-\left(1-{\frac {2GM}{r}}\right)^{-1}\,dr^{2}-r^{2}d\Omega ^{2}\qquad (1)}
dove
{\displaystyle d\Omega ^{2}\equiv d\theta ^{2}+\sin ^{2}\theta \,d\varphi ^{2},}
G è la costante gravitazionale,  M è la massa del buco nero, la segnatura è (+ − − −) e si sono usate le unità naturali per cui c = 1.
Se ora si calcola l'evoluzione di una geodetica radiale ({\displaystyle d\Omega ^{2}=0}) nulla ({\displaystyle ds^{2}=0}) la (1) diventa:
{\displaystyle 0=\left(1-{\frac {2GM}{r}}\right)\,dt^{2}-\left(1-{\frac {2GM}{r}}\right)^{-1}\,dr^{2}}
da cui
{\displaystyle dt^{2}={\frac {dr^{2}}{\left(1-{\frac {2GM}{r}}\right)^{2}}}}   e quindi {\displaystyle \pm \,dt={\frac {dr}{\left(1-{\frac {2GM}{r}}\right)}}=dr+{\frac {2GM}{\left(r-2GM\right)}}dr}
che integrando dà
{\displaystyle \pm \,t=\int {\biggl (}1+{\frac {2GM}{\left(r-2GM\right)}}{\biggr )}dr=r+2GM\ln \left|{\frac {r}{2GM}}-1\right|+costante\qquad (2)}
Ossia un raggio di luce raggiunge una distanza {\displaystyle r} dal buco nero pari a {\displaystyle 2GM}, che è il raggio di Schwarzschild, in un tempo infinito, quindi non raggiungendola mai.
Dunque, per un osservatore che si avvicini all'orizzonte degli eventi, la sua coordinata temporale secondo Schwarzschild diventa infinita (singolarità) ed è per questo che nessuna informazione può essere trasmessa verso l'esterno da un osservatore che attraversi l'orizzonte o si possa osservare un oggetto attraversare tale orizzonte, nonostante un osservatore possa comunque viaggiare attraverso esso.
In base a questo risultato, Tulllio Regge e John Wheeler, in un articolo del 1957, definirono una nuova coordinata:
{\displaystyle r^{*}=r+2GM\ln \left|{\frac {r}{2GM}}-1\right|}
che poi venne ribattezzata da Wheeler la coordinata della tartaruga, in riferimento al famoso paradosso di Zenone, in cui Achille non raggiunge mai la tartaruga.

### Coordinate di Eddington-Finkelstein entranti

Soluzione di Schwarzschild in coordinate di Eddington-Finkelstein, con due dimensioni spaziali soppresse, lasciando solo il tempo "avanzato" (il tempo scorre solo in avanti) e la distanza dal centro r. In le geodetiche nulle entranti. In le geodetiche nulle uscenti. In i coni luce sui cui bordi si muove la luce, mentre all'interno si muovono gli oggetti materiali. Tratteggiato un oggetto che cade nella singolarità.

Ora, per eliminare la singolarità, l'idea è di trasformare le linee entranti in rette che attraversano l'orizzonte, sostituendo al tempo {\displaystyle t} una nuova coordinata basata su quella della tartaruga:
{\displaystyle {\bar {t}}=t+2GM\ln \left|{\frac {r}{2GM}}-1\right|}.
Infatti in questo modo la (2), nel caso di {\displaystyle -t}, diventa:
{\displaystyle {\bar {t}}=-r+costante\qquad (3)}
e la distanza diminuisce all'aumentare del tempo {\displaystyle {\bar {t}}} (geodetiche entranti) in modo lineare.
Sostituendo {\displaystyle {\bar {t}}} in (1) si ottengono le coordinate di Eddington–Finkelstein entranti:
{\displaystyle ds^{2}=\left(1-{\frac {2GM}{r}}\right)d{\bar {t}}^{2}-{\frac {4GM}{r}}\,d{\bar {t}}\,dr-\left(1+{\frac {2GM}{r}}\right)\,dr^{2}-r^{2}d\Omega ^{2}},
come originariamente ricavate da Eddington e Finkelstein.
Definendo delle nuove coordinate {\displaystyle v={\bar {t}}+r}, note come tempo avanzato, è possibile semplificare ulteriormente la metrica:
{\displaystyle ds^{2}=\left(1-{\frac {2GM}{r}}\right)dv^{2}-2\,dv\,dr-r^{2}d\Omega ^{2}},
ottenendo come soluzione {\displaystyle v=2r^{*}+costante}, da cui
{\displaystyle {\bar {t}}=r-4\ln \left|{\frac {r}{2GM}}-1\right|+costante}
che insieme alla (3) permette di costruire il grafico a fianco riportato, in cui sostanzialmente al crescere del tempo diminuisce la distanza dal centro, descrivendo quindi l'evoluzione temporale di un oggetto in presenza di un buco nero.

### Coordinate di Eddington-Finkelstein uscenti

Soluzione di Schwarzschild in coordinate di Eddington-Finkelstein, con due dimensioni spaziali soppresse, lasciando solo il tempo "ritardato" (il tempo scorre solo all'indietro) e la distanza dal centro r. In le geodetiche nulle entranti. In le geodetiche nulle uscenti. In i coni luce sui cui bordi si muove la luce, mentre all'interno si muovono gli oggetti materiali.

In modo del tutto analogo si ragiona sulle linee uscenti, definendo:
{\displaystyle t^{*}=t-2GM\ln \left|{\frac {r}{2GM}}-1\right|}.
In questo modo la (2), nel caso di {\displaystyle +t}, diventa:
{\displaystyle t^{*}=r+costante},
che sono le geodetriche uscenti, con cui poi definire {\displaystyle u=t^{*}-r}, noto come tempo ritardato, da cui si ricavano le coordinate di Eddington-Finkelstein uscenti:
{\displaystyle ds^{2}=\left(1-{\frac {2GM}{r}}\right)du^{2}+2\,du\,dr-r^{2}d\Omega ^{2}},
con soluzione {\displaystyle u=-2r^{*}+costante}.
A fianco il grafico corrispondente per {\displaystyle t^{*}}, in cui sostanzialmente al crescere del tempo aumenta la distanza dal centro, in modo contrario e simmetrico rispetto al caso precedente, teoricamente dando vita ad un buco bianco, cioè un oggetto da cui la materia e la luce sono espulsi.

## Relazioni con altri sistemi di coordinate
In questo modo, in entrambi i sistemi, la singolarità a distanza {\displaystyle 2GM} dalla singolarità centrale viene eliminata e le coordinate di Schwarzschild vengono estese oltre l'orizzonte degli eventi, con quello che viene definito un prolungamento analitico, ma in due modi diversi, ossia con due sistemi di coordinate distinte: uno per il buco nero e uno per il buco bianco.
È possibile estendere ulteriormente le coordinate in modo da avere entrambi i sistemi in uno solo grazie alle coordinate di Kruskal-Szekeres, in cui, oltre alle due singolarità (buco nero e buco bianco) e allo spazio ad esse esterno, compare una quarta regione simmetrica allo spazio esterno alle due singolarità.
Le coordinate Eddington-Finkelstein hanno qualche somiglianza con le coordinate Gullstrand-Painlevé in quanto entrambe sono indipendenti dal tempo e attraversano sia in entrata che in uscita l'orizzonte degli eventi, entrambe non sono diagonali (le ipersuperfici a "tempo" costante non sono ortogonali alle ipersuperfici a r costante) e Ie seconde hanno una metrica spaziale piatta, mentre le ipersuperfici spaziali (a "tempo" costante) delle prime sono nulle e hanno la stessa metrica di un cono nullo nello spazio di Minkowski ( {\displaystyle t=\pm r} nello spaziotempo piatto).